# Dream House
Dream House (título en España Detrás de las paredes), es una película estadounidense del género thriller psicológico que se estrenó el 30 de septiembre de 2011 en Estados Unidos y Canadá. Dirigida por Jim Sheridan, y protagonizada por Daniel Craig, Rachel Weisz y Naomi Watts. 

## Realización
La película Dream House fue dirigida por Jim Sheridan. Fue filmada entre febrero de 2010 y el 9 de abril de 2010 en Ontario, Canadá: en Carden Street, Gairloch Gardens, estación de ferrocarril de Guelph, Main Street (Newmarket), Pinewood Toronto Studios, Toronto y Whistler.

## Sinopsis
Se dice que las casas tienen recuerdos. Pero hay un hombre que mataría por olvidar su hogar. Un thriller de suspenso acerca de una familia que se muda a una casa sin saber que ha sido el escenario de varios crímenes espeluznantes. Se convierten en el nuevo objetivo del asesino.
Will Atenton (Daniel Craig) deja su exitosa carrera de editor en Nueva York para trasladarse con su esposa Libby (Rachel Weisz) y sus dos hijas a un pequeño pueblo de Nueva Inglaterra, pero pronto descubrirá que la casa que habitan fue el escenario de un terrible asesinato que él mismo presenció pero no recuerda nada.

## Estreno
La película se estrenó el 30 de septiembre de 2011 en Estados Unidos y Canadá, Portugal y Malasia.
Se estrenó en octubre en Bagkdad (con el título de "Dream House") el 5, el 6 en Hungría (con el nombre de "Álmok otthona") y Países Bajos, en Singapur el 13, en Estonia y México el 14, en Polonia (con el nombre de "Dom snów") el 21 y en Hong Kong el 27.
En noviembre, el 4, se estrenó en Brasil (bajo el nombre de "A Casa dos Sonhos") y España ("La casa de los sueños" o "Detrás de las paredes"), mientras que en Finlandia, Irlanda y Reino Unido se estrenará el 25 de noviembre.
Pronto descubren que Ann Patterson (Naomi Watts), era vecina de la familia que vivía anteriormente en esa casa.
En diciembre la película se estrenó en Suecia, el viernes 2.

## Reparto
- Daniel Craig es Will Atenton / Peter Ward.
- Rachel Weisz[13] es Libby Atenton / Elizabeth Ward.
- Naomi Watts es Ann Patterson.
- Elias Koteas es Boyce.
- Marton Csokas es Jack Patterson.
- Taylor Geare es Trish.
- Claire Geare es Dee.
- Rachel G. Fox es Chloe Patterson.
- Jane Alexander es Dr. Greeley.
- Brian Murray es Dr. Medlin.
- Diego Navarro es Heather Keeler.

## Enlaces
- Página oficial de la película Dream House
- Facebook oficial de la película Dream House
- Película Detrás de las paredes (2011) en Imdb (español).

- Datos: Q2528642